# العلاقات الهندية التوفالية
العلاقات الهندية التوفالية هي العلاقات الثنائية التي تجمع بين الهند وتوفالو.

## مقارنة بين البلدين
هذه مقارنة عامة ومرجعية للدولتين:
| وجه المقارنة                                              | الهند                       | توفالو                         |
| --------------------------------------------------------- | --------------------------- | ------------------------------ |
| المساحة (كم2)                                             | 3.29 مليون                  | 26                             |
| عدد السكان (نسمة)                                         | 1.35 مليار                  | 11.19 ألف                      |
| الكثافة السكانية (ن./كم²)                                 | 410.33                      | 43.04 ألف                      |
| العاصمة                                                   | نيودلهي                     | فونافوتي                       |
| اللغة الرسمية                                             | اللغة الهندية، لغة إنجليزية | اللغة التوفالوية، لغة إنجليزية |
| العملة                                                    | روبية هندية                 | دولار توفالو                   |
| الناتج المحلي الإجمالي (بليون دولار)                      | 2.60 تريليون                | 39.73 مليون                    |
| الناتج المحلي الإجمالي (تعادل القوة الشرائية) بليون دولار | 8.00 تريليون                | 38.93 مليون                    |
| الناتج المحلي الإجمالي الاسمي للفرد دولار أمريكي          | 1.60 ألف                    | 3.29 ألف                       |
| الناتج المحلي الإجمالي للفرد دولار أمريكي                 | 5.70 ألف                    | 3.77 ألف                       |
| مؤشر التنمية البشرية                                      | 0.609                       |                                |
| رمز المكالمات الدولي                                      | +91                         | +688                           |
| رمز الإنترنت                                              | .in، .भारत ‏، .بھارت ‏،        | .tv                            |
| المنطقة الزمنية                                           | ت ع م+05:30، توقيت الهند    | ت ع م+12:00                    |

## منظمات دولية مشتركة
يشترك البلدان في عضوية مجموعة من المنظمات الدولية، منها:
| علم المنظمة | اسم المنظمة                   | تاريخ انضمام الهند | تاريخ انضمام توفالو |
| ----------- | ----------------------------- | ------------------ | ------------------- |
|             | يونسكو                        | 4 نوفمبر 1946      | 21 أكتوبر 1991      |
|             | بنك التنمية الآسيوي           | 1966               | 1993                |
|             | منظمة حظر الأسلحة الكيميائية  | ?                  | ?                   |
|             | مؤسسة التنمية الدولية         | 24 سبتمبر 1960     | 24 يونيو 2010       |
|             | الاتحاد البريدي العالمي       | ?                  | ?                   |
|             | الاتحاد الدولي للاتصالات      | 1869               | 15 أغسطس 1996       |
|             | الأمم المتحدة                 | 30 أكتوبر 1945     | 5 سبتمبر 2000       |
|             | البنك الدولي للإنشاء والتعمير | 27 ديسمبر 1945     | 24 يونيو 2010       |
|             | دول الكومنولث                 | 15 أغسطس 1947      | ?                   |

## وصلات خارجية
- موقع وزارة الخارجية الهندية